# Jingdezhen
Jingdezhen, även känt som Kingtehchen eller Fowliang, är en stad på prefekturnivå i provinsen Jiangxi i Folkrepubliken Kina. 

## Näringsliv
Jingdezhen är världsberömt för sitt fina porslin. Det har producerats sedan Handynastin av vit lera (kaolin) från Poyangsjön väst. Det finns också kolgruvor i området.

## Historia
Staden nådde sin storhetstid runt år 1000 under den nordliga Songdynastin, då staden levererade porslin till kejsarhovet. Staden fick på kejserlig befallning sitt namn efter regeringsperioden Jingde (1004–1007), som inträffade under kejsar Zhenzongs regering.
En andra storhetsperiod upplevde staden under Qingdynastin, då staden levererade porslinsvaror som exporterades via Guangzhou (Kanton). Under Taipingupproret i mitten på 1800-talet skadades staden svårt och gick i en nedgångsperiod.

## Administrativ indelning

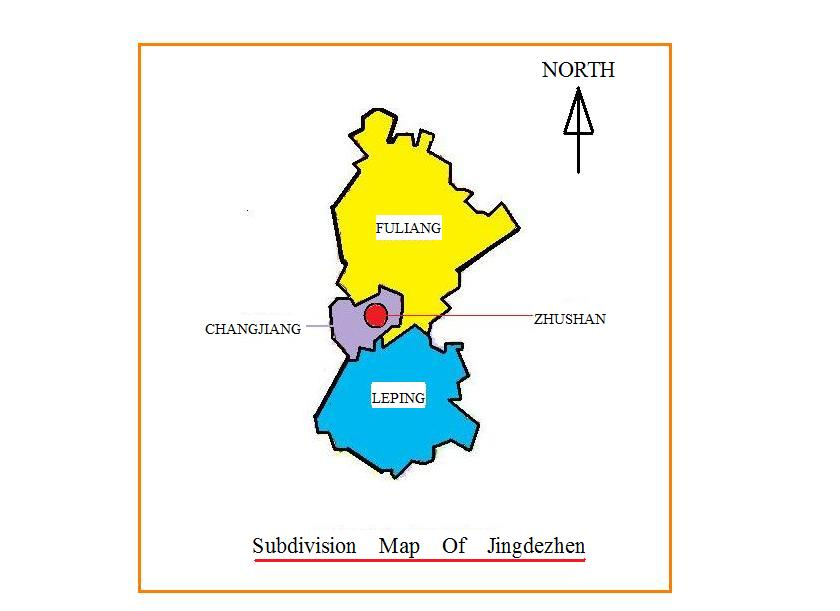

Själva staden Jingdezhen indelas i två stadsdistrikt; dessutom lyder ett härad och en stad på häradsnivå under Jingdezhen:
- Stadsdistriktet Zhushan (珠山区), 31 km², 281 358 invånare (2010);
- Stadsdistriktet Changjiang (昌江区), 392 km², 192 203 invånare (2010);
- Häradet Fuliang (浮梁县), 2 867 km², 303 563 invånare (2010);
- Staden Leping (乐平市), 1 973 km², 810 353 invånare (2010).